# Zagrebačka nogometna zona 1983./84.
Zagrebačka nogometna zona za sezonu 1983./84. je predstavljala ligu petog stupnja nogometnog prvenstva Jugoslavije. 
 
Sudjelovalo je 16 klubova, a prvak je bio "PIK" iz Vrbovca. 

## Ljestvica
| mj. | klub                  | ut. | pob. | ner. | por. | gol+ | gol- | bod     |
| --- | --------------------- | --- | ---- | ---- | ---- | ---- | ---- | ------- |
| 1.  | PIK Vrbovec           | 30  | 19   | 7    | 4    | 72   | 22   | 45      |
| 2.  | Trnje Zagreb          | 30  | 21   | 4    | 5    | 86   | 39   | 44 (-2) |
| 3.  | Chromos Zagreb        | 30  | 19   | 4    | 7    | 73   | 39   | 42      |
| 4.  | Bratstvo Savski Marof | 30  | 18   | 4    | 8    | 66   | 36   | 40      |
| 5.  | Sava Zagreb           | 30  | 14   | 7    | 9    | 76   | 55   | 35      |
| 6.  | Jaska Jastrebarsko    | 30  | 13   | 8    | 9    | 69   | 52   | 34      |
| 7.  | Napredak Velika Mlaka | 30  | 12   | 9    | 9    | 52   | 56   | 33      |
| 8.  | TOP Kerestinec        | 29  | 12   | 7    | 10   | 48   | 44   | 31      |
| 9.  | Borac Vukovina        | 30  | 13   | 3    | 14   | 60   | 59   | 29      |
| 10. | Jedinstvo Dugo Selo   | 30  | 10   | 9    | 11   | 58   | 58   | 27      |
| 11. | Borac Zagreb          | 30  | 9    | 8    | 13   | 40   | 50   | 26      |
| 12. | Jedinstvo Zagreb      | 30  | 9    | 7    | 14   | 49   | 54   | 25      |
| 13. | Rugvica               | 30  | 7    | 6    | 17   | 39   | 69   | 20      |
| 14. | Sloboda Podsused      | 30  | 4    | 7    | 19   | 44   | 79   | 15      |
| 15. | Retkovec Zagreb       | 30  | 4    | 7    | 19   | 38   | 104  | 15      |
| 16. | Partizan Lukavec      | 29  | 5    | 3    | 21   | 43   | 90   | 13      |

- Podsused – danas dio Zagreba

## Rezultatska križaljka
| kratica | klub                  | BORV | BORZ | BRA | CHR | JAS | JEDDS | JEDZ | NAP | PAR | PIK | RET | RUG | SAVA | SLO | TOP | TRNJ |
| --- | --------------------- | ---- | ---- | --- | --- | --- | ----- | ---- | --- | --- | --- | --- | --- | ---- | --- | --- | ---- |
| BORV | Borac Vukovina        |      | 1:2  |     |     |     |       |      |     |     |     |     |     |      |     |     |      |
| BORZ | Borac Zagreb          | 2:1  |      | 1:2 | 5:1 | 0:2 | 1:2   | 0:0  | 2:2 |     | 0:1 |     |     | 2:2  |     |     | 1:3  |
| BRA | Bratstvo Savski Marof |      | 2:0  |     |     | 0:3 |       |      |     |     |     |     |     |      |     |     |      |
| CHR | Chromos Zagreb        |      | 7:0  |     |     |     |       |      |     |     |     |     |     |      |     |     |      |
| JAS | Jaska Jastrebarsko    |      | 0:1  |     |     |     |       |      |     |     |     |     |     |      |     |     | 1:2  |
| JEDDS | Jedinstvo Dugo Selo   |      | 4:1  |     |     |     |       |      |     |     |     |     |     |      |     |     |      |
| JEDZ | Jedinstvo Zagreb      |      | 2:0  |     |     |     |       |      |     |     |     |     |     |      |     |     |      |
| NAP | Napredak Velika Mlaka |      | 0:3  |     |     |     |       |      |     |     |     |     |     |      |     |     |      |
| PAR | Partizan Lukavec      |      |      |     |     |     |       |      |     |     |     |     |     |      |     |     |      |
| PIK | PIK Vrbovec           |      | 1:0  |     |     | 4:1 |       |      |     |     |     |     |     |      |     |     |      |
| RET | Retkovec Zagreb       |      |      |     |     |     |       |      |     |     |     |     |     |      |     |     |      |
| RUG | Rugvica               |      |      |     |     |     |       |      |     |     |     |     |     |      |     |     |      |
| SAVA | Sava Zagreb           |      | 1:1  |     |     |     |       |      |     |     |     |     |     |      |     |     |      |
| SLO | Sloboda Podsused      |      |      |     |     |     |       |      |     |     |     |     |     |      |     |     |      |
| TOP | TOP Kerestinec        |      |      |     |     |     |       |      |     |     |     |     |     |      |     |     |      |
| TRNJ | Trnje Zagreb          |      | 1:0  |     |     | 2:4 |       |      |     |     |     |     |     |      |     |     |      |
| |                       |      |      |     |     |     |       |      |     |     |     |     |     |      |     |     |      |
| podebljan rezultat - utakmice od 1. do 15. kola (1. utakmica između klubova) rezultat normalne debljine - utakmice od 16. do 30. kola (2. utakmica između klubova) rezultat nakošen - nije vidljiv redoslijed odigravanja međusobnih utakmica iz dostupnih izvora rezultat smanjen * - iz dostupnih izvora nije uočljiv domaćin susreta prekrižen rezultat - poništena ili brisana utakmica p - utakmica prekinuta 3:0 p.f. / 0:3 p.f. - rezultat 3:0 bez borbe |                       |      |      |     |     |     |       |      |     |     |     |     |     |      |     |     |      |

 Izvori: 

## Poveznice
- Regionalna liga ZO Zagreb 1983./84.